# Otelec
Otelec es una comuna ubicada en el distrito de Timiș, Rumania.

## Superficie
Posee una superficie de 83,15 kilómetros cuadrados.

## Demografía
Hasta 2021 la población era de 1657 habitantes, con una densidad de población de 19,93 habitantes por kilómetro cuadrado.